# Faith Wilding
Faith Wilding (Primavera, Paraguay, 6 de junio de 1943) es una artista multidisciplinar, escritora y docente paraguayo-estadounidense, que destaca por su contribución al desarrollo del arte feminista. Es especialmente conocida también por sus trabajos en ciberfeminismo.

## Biografía
Faith Wilding nació en 1943 en Paraguay y emigró a Estados Unidos en 1961, a los 18 años junto con su familia. Es licenciada en inglés por la Universidad de Iowa. En 1969 comenzó sus estudios de posgrado y posteriormente recibió su Maestría en Bellas Artes del Instituto de Artes de California. En este periodo desarrolla también su activismo en el movimiento contra la guerra formando parte en Wisconsin de Students for a Democratic Society y en el movimiento feminista. Wilding se trasladó a Fresno junto a su marido, que logró una plaza de asistente como profesor de inglés. Una de sus primeras amigas allí fue Suzanne Lacy con quien creó un grupo de autoconciencia feminista.

### Trayectoria profesional
Faith Wilding primero se involucró en el arte participando del Programa de Arte Feminista junto a Judy Chicago en la Universidad Estatal de California en Fresno, en 1970. Un año más tarde, cuando Chicago se asoció con la artista Miriam Schapiro, trasladaron el Programa de Arte Feminista al Instituto de Artes de California de Valencia, por lo que Wilding fue reubicada como estudiante de posgrado. Comenzó a trabajar en Waiting, un proyecto de un mes de duración, realizado especialmente para la exposición feminista Womanhouse, que se celebró en una casa vacía en Los Ángeles en 1972.
Faith Wilding realizó una crónica acerca de su trabajo dentro del Movimiento Artístico Feminista en el sur de California, publicándola en un libro titulado By Our Own Hands (Los Ángeles, 1976). Durante treinta años, Wilding ha exhibido en exposiciones individuales y colectivas en todo el mundo. Su trabajo ha sido expuesto en el Museo de Arte de Bronx, el Museo Whitney de Arte Estadounidense y el Drawing Center, todos ellos en la ciudad de Nueva York; en Los Ángeles, en el Museo de Arte Contemporáneo y el Museo Hammer; en el Museo Riverside Art, Ars Electronica Center, entre otros. Su trabajo de audio ha sido difundido especialmente por RIAS de Berlín, WDR de Colonia, y la Radio Pública Nacional de los Estados Unidos.
Desde 2002 Faith Wilding se desempeñó como profesora asociado de Performance, en la Escuela del Instituto de Arte de Chicago. También ha trabajado como investigadora en la Universidad Carnegie Mellon, y en el Programa de Artes Visuales del Vermont College y la Universidad de Norwich. Ha recibido varias becas y premios de arte, incluyendo una Beca Guggenheim en 2009.
Wilding cofundó y colaboró con subRosa, una célula ciberfeminista reproducible de investigadoras culturales que utilizan BioArte y Performance Táctico en la esfera pública para explorar y criticar las intersecciones de la información y de la biotecnología en los cuerpos de las mujeres, la vida y el trabajo. subRosa ha realizado exhibiciones, conferencias y ha publicado en Estados Unidos, España, Gran Bretaña, Holanda, Alemania, Croacia, Macedonia, México, Canadá, Eslovenia y Singapur.

## Premios y reconocimientos
- Premio a la trayectoria 2014 del Women's Caucus for Art.[13][14]

## Publicaciones
En su carrera como escritora, tiene la autoría de las siguientes publicaciones:
- By Our own hands (Los Ángeles, 1976);[9]
- How the West Was Won (1980);[15]
- Female Role Models in Education (1984);[15]
- Remembering Gran (revista Heresies № 23, 1988);[15]
- Silence (revista M/E/A/N/I/N/G № 5, 1989);[15]
- Monstrous Domesticity (revista M/E/A/N/I/N/G №18, 1995);[15]
- As Above, So Below (Left Curve № 21, 1997);[15]
- Notes on the Political Condition of Cyberfeminism (revista CAA Art Journal, 1998);[15]
- Where is the Feminism in Cyberfeminism? (nparadoxa № 3, 1998);[15]
- Performing Next Feminisms (2006);[16]
- The Long Loch (Glasgow, 2010, junto a Kate Davis y Louise Shelley).[17]